# Налог на марихуану

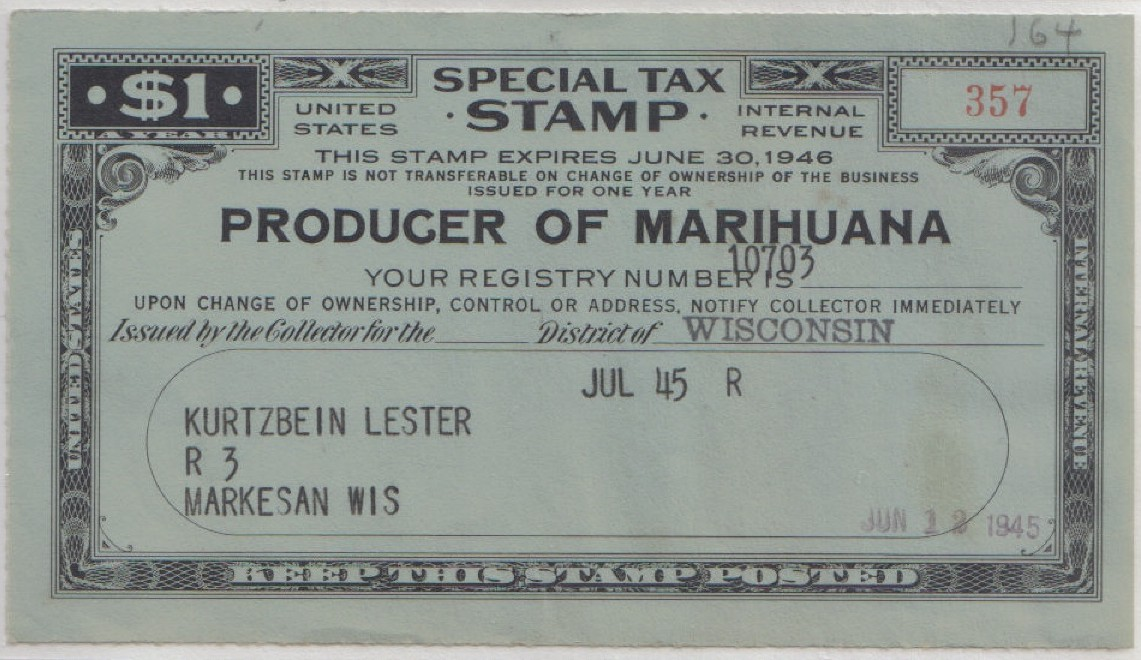
Отметка об уплате налога

«Закон о налоге на марихуану» (англ. Marihuana Tax Act) был принят Конгрессом США 3 августа 1937 года по инициативе Комиссара по наркотикам Г. Анслингера. Согласно этому закону, сфера промышленного и медицинского использования марихуаны существенно ограничивалась, и каждый, кто намеревался использовать её в коммерческих целях, должен был зарегистрироваться и уплатить федеральный налог в размере 1 доллара за унцию (28,35 г). Человек, использующий марихуану в иных целях, должен был платить сбор за незарегистрированные операции в размере ста  долларов за унцию. Те, кто отказывался подчиниться, подвергались крупным штрафам или тюремному заключению за уклонение от уплаты налогов. Контроль за соблюдением закона был поручен Комитету по наркотикам.
Предполагалось, что новый налог ограничит «развлекательное» употребление марихуаны и позволит пополнять казну за счёт налогообложения медицинских препаратов, изготовляемых на её основе. Далеко не все сенаторы, голосовавшие за налог, отдавали себе отчет в том, что марихуана — это соцветия конопли, служившей источником дешёвого растительного волокна. Вскоре после введения налога фармакопея США перестала использовать препараты из конопли, коноплеводство пришло в упадок, а «чёрный рынок» марихуаны неуклонно рос вплоть до конца 1960-х годов. Многие исследователи видят в налоге на марихуану аналог печально известного «сухого закона», который также принимался с благими намерениями, но на деле породил огромное множество проблем и не достиг своей цели.
В 1969 году Верховный Суд США по инициативе доктора Тимоти Лири признал налог на марихуану неконституционным по следующему основанию: хранение марихуаны являлось правонарушением по законам штатов и, следовательно, требование о регистрации и уплате налога нарушало конституционное положение о том, что никто не может быть принуждён свидетельствовать против себя. Однако лицензирование любых видов деятельности, связанных с коноплей, сохраняется в США до сих пор.

## Налог на уровне штатов
Несмотря на это, аналогичные налоги существуют во многих штатах США. Для уплаты налога, производителям и продавцам марихуаны предписывается покупать специальные акцизные марки. Поскольку такие марки не делают продажу законной, их покупают разве что коллекционеры. Реально законы используются для того, чтобы увеличить наказание за распространение марихуаны, добавив к нему налоговое правонарушение.